# Matt Welsh
Matthew Welsh (Melbourne, 18 novembre 1976) è un ex nuotatore australiano.
Ha vinto 3 medaglie olimpiche a Sydney 2000: due argenti e un bronzo.

## Palmarès
- Olimpiadi

Sydney 2000: argento nei 100m dorso e nella 4x100m misti e bronzo nei 200m dorso.
- Mondiali

Perth 1998: oro nella 4x100m misti.
Fukuoka 2001: oro nei 100m dorso e nella 4x100m misti e bronzo nei 50m dorso.
Barcellona 2003: oro nei 50m farfalla, argento nei 50m dorso e nei 100m dorso.
Montreal 2005: argento nei 50m dorso.
Melbourne 2007: oro nella 4x100m misti.
- Mondiali in vasca corta

Hong Kong 1999: oro nella 4x100m misti, argento nei 100m dorso e bronzo nei 50m dorso.
Mosca 2002: oro nei 50m dorso e nei 100m dorso.
Indianapolis 2004: argento nei 50m dorso, nei 100m dorso, nei 200m dorso e nella 4x100m misti.
Shanghai 2006: oro nei 50m farfalla, nei 50m dorso, nei 100m dorso e nella 4x100m misti e bronzo nei 200m dorso.
- Giochi PanPacifici

Sydney 1999: argento nei 100m dorso.
Yokohama 2002: argento nei 200m dorso e nella 4x100m misti.
Victoria 2006: bronzo nella 4x100m misti.
- Giochi del Commonwealth

Manchester 2002: oro nei 50m dorso, nei 100m dorso e nella 4x100m misti.
Melbourne 2006: oro nella 4x100m misti, argento nei 100m dorso e nei 50m farfalla.